# Hoofdkantoor ANWB
Het Hoofdkantoor van de Koninklijke Nederlandse Toeristenbond ANWB uit 1962 ligt aan de rand van het landgoed Clingendael, op de grens van Wassenaar en Den Haag. Het omvat het langgerekte eigenlijke kantoorgebouw en het lagere publiekscentrum, de Rotonde. Het complex van architect J.F. Berghoef is opgenomen in het Beschermingsprogramma Wederopbouw 1959-1965 en staat sinds 2014 op de Rijksmonumentenlijst. Oorspronkelijk voorzien eind 2024, bijgesteld naar eind 2026, zal het hoofdkantoor van de ANWB verhuizen naar een nieuw hoofdkantoor aan de Juliana van Stolberglaan in Den Haag, waar tot medio 2021 het Koninklijk Conservatorium was gevestigd.